# Віктор Гузун
Віктор Гузун (рум. Victor Guzun; 24 квітня 1975, с. Дреслічень Кріуленського району) — молдовський дипломат, професор та політик. Надзвичайний та Повноважний Посол Молдови в Естонії з 10 жовтня 2010 року по 4 липня 2015 року.

## Біографія
У 1996 році закінчив Тираспольський державний університет у Кишиневі (географічний факультет), Міжнародний вільний університет (міжнародні відносини, 2002) та Естонську школу дипломатії (2007).
Раніше обіймав посаду директора департаменту зовнішніх відносин та європейської інтеграції Міністерства транспорту та дорожньої інфраструктури, також був директором Центру європейських досліджень, викладачем геополітики в Міжнародному інституті менеджменту, заступником директора і викладачем теоретичної школи імені Георге Асакі в Кишиневі.